# A&W Restaurants
A & W Restaurants — це комбінація продуктів, які відрізняються бобами та напоями. A & W є першою компанією з франчайзингу: франшизи почалися Каліфорнія) приблизно в 1921 році. Ми отримали домашнє визнання від членів пари Роя У. Аллена та Франка Райта. Меню — це ресторан, але це не закінчується гамбургером, французькою картоплею фрі та хот-доги. Їжа існує у багатьох місцях у всьому світі та в США.